# Kolarhistorier
Kolarhistorier är Dan Anderssons debutroman, som snarare är en novellsamling. 
Boken utkom 1914 i tryck av Wilhelmssons Boktryckeri. Åtskilliga upplagor är tryckta efter det på bland annat Tidens Förlag och Zindermans.